# جو جونسون (لاعب كرة قدم)
جو جونسون (بالإنجليزية: Joe Johnson)‏ (1882 في المملكة المتحدة - ) هو لاعب كرة قدم بريطاني (وحمل سابقاً جنسية المملكة المتحدة لبريطانيا العظمى وأيرلندا) في مركز مهاجم داخلي. لعب مع غريمسبي تاون ونادي برينتفورد ونادي كارلايل يونايتد ونادي لوتون تاون ونادي ليتون أورينت ونادي ميلوول وRossendale United F.C. ‏.